# Portal de France
Le portal de France  est un élément des anciennes fortifications de la commune de Céret, dans les Pyrénées-Orientales.

## Situation
Le portal de France est situé en centre-ville, près de la place de la République et face à la rue du même nom.

## Historique
L'ancienne enceinte fortifiée de Céret est construite entre le XIIIe siècle et le XVe siècle.
Le portal de France est inscrit à l'inventaire supplémentaire des monuments historiques par arrêté du 16 novembre 1949.

## Architecture

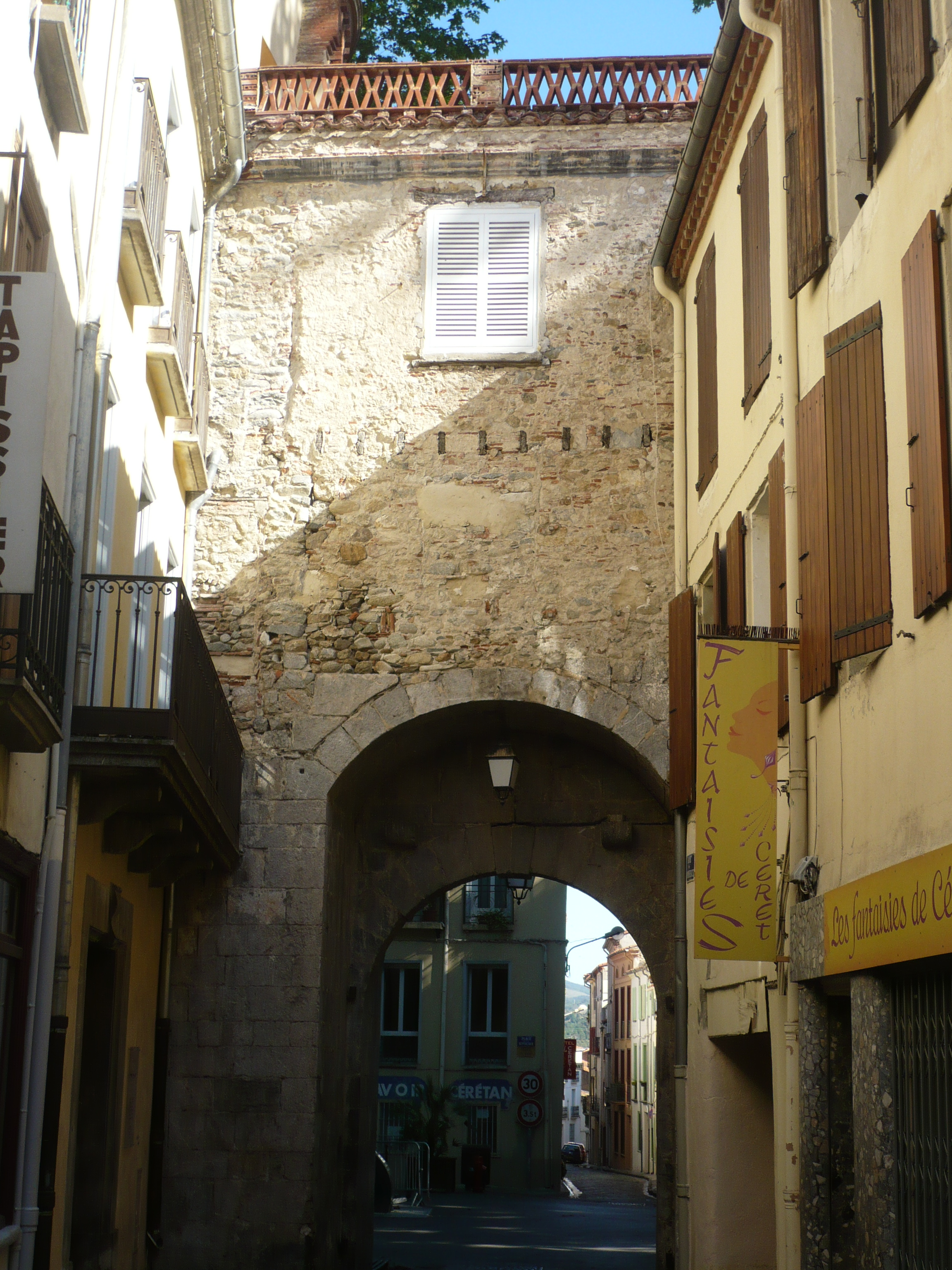
Façade intérieure du Portal de France.